# 在外ブラジル人
在外ブラジル人（ざいがいぶらじるじん）は外国で暮らすブラジル人。ブラジルは国籍離脱を認めていないため、外国籍を取得したブラジル人は二重国籍者となる。

## 人口
- アメリカ　150万人
- パラグアイ　35万人
- 日本　35万人　など

## 在外投票
ブラジルは国政選挙などの在外投票については義務にしていない。そのため、例えば日本で投票する人は1万人くらいしかいない。